# Mola salsa
La mola salsa era una especie de gachas muy empleadas en la cocina romana durante la época del Imperio romano que se cocían en forma de pan ácimo. "Mola" significa "molienda", "molino" y por extensión "harina". "Salsa" es la forma adjetival de "salsus" que significa "salado". De esta forma mola salsa significa "harina salada". La elaboración empleaba harina de trigo espelta, se mezclaban con sal y se elaboraba una masa hasta que se sometía a una fuente de calor: Turibulum. Era una especie de focaccia sagrada dedicada a ofrecimiento de los dioses romanos.

## Usos
La mola salsa se empleaba en el Imperio romano como un elemento ritual. Se ofrecía a las Vestales en el Lararium. Era empleado en las festividades romanas: Vestalia, Matralia, Fornacalia, Lupercalia y en todas las celebraciones de Júpiter. Se dice que la palabra inmolación proviene etimológicamente de mola salsa